# Жандр (дворянские роды)
Жандр — русские дворянские роды, внесённые в VI и III части родословной книги Киевской губернии.

## Описание герба
В лазоревом щите золотая Императорская корона на золотом каннелированном столбе. Над ней три золотые пчелы: две по бокам, одна сверху, с серебряными крыльями, червлёными усиками и ножками.
Над щитом дворянский коронованный шлем. Нашлемник: серебряное овальное ручное зеркало в лазоревой оправе, между двух серебряных, с зелёными листьями лилий. Намёт: лазоревый с золотом. Герб рода Жандр внесён в Часть 13 Общего гербовника дворянских родов Всероссийской империи, стр. 72.

## Известные представители рода
Андрей Осипович Жандр был санкт-петербургским обер-полицмейстером (1793). Из его сыновей Алексей, генерал-майор, убит в Варшаве в начале восстания 1830; Андрей Андреевич стал известен как писатель. Из внуков Александр Павлович — вице-адмирал и сенатор; Николай Павлович — писатель. Его дочь — Варвара Николаевна (1842—1884) — российская революционерка, автор публицистических статей.
- Жандр, Семён Осипович (1738—1795) — генерал-майор русской императорской армии, обер-комендант города Казани.